# ГЕС Норріс
ГЕС Норріс — гідроелектростанція у штаті Теннессі (Сполучені Штати Америки). Знаходячись перед ГЕС Мелтон-Гілл, становить верхній ступінь каскаду на річці Клінч, правій притоці річки Теннессі (дренує Велику долину у Південних Аппалачах та впадає ліворуч до Огайо, котра в свою чергу є лівою притокою Міссісіпі).
В межах проекту річку перекрили бетонною гравітаційною греблею висотою 81 метр та довжиною 567 метри, яка потребувала 154 тис. м3 матеріалу. Вона утримує водосховище, витягнуте по долині Клінч на 117 км (крім того, велика затока довжиною 90 км розповсюдилась по долині правої притоки Powell), котре має площу поверхні 137 км2 та об'єм 3148 млн м3. Рівень резервуару контролюється між позначками 293 та 315 метрів НРМ, що відповідає об'єму у 2371 млн м3 (в тому числі 1372 млн м3 для протиповеневих заходів).
Пригреблевий машинний зал обладнали двома турбінами типу Френсіс загальною потужністю 110 МВт, які використовують напір від 39 до 63 метрів.